# Al Taliaferro
Charles Alfred "Al" Taliaferro, född 29 augusti 1905, död 3 februari 1969, var en amerikansk Disneytecknare som bland annat skapade dagspressversionen av "Kalle Anka".
Han är en av de mest kända Kalle Anka-tecknarna genom tiderna, och ritade de dagsstrippar med Kalle som ofta varit med i Kalle Anka & C:o. Han är en av ytterst få tecknare som faktiskt haft med vanliga människor i serien, med vanliga näsor och allt. (Emellertid var det bara kvinnor som såg ut så.)
Efter att först ha gjort Kalleserier för dagstidningarnas söndagsupplagor började Taliaferro och Bob Karp, med Walt Disneys välsignelse, att göra dagliga avsnitt av Kalle Anka. Den första strippen publicerades i Pasadena Star-News den 7 februari 1938.
Al Taliaferro skapade flera karaktärer, bland annat Knattarna.

## Seriebiografi
- Disney Studios 1931–1969.
  - Teckningar och tuschare för "Musse Pigg" (dagsstripp) 1931–1932
  - Teckningar för "Silly Symphonies" 1933–1939
  - Teckningar och tuschare för "Kalle Anka" (dagsstripp och söndagssida) 1938–1969

## Teckningsstil
Taliaferro ritade Kalle Anka mycket mindre än andra tecknare, såsom Carl Barks.
Han var även en av de få som inte ritade människoliknande djur, utan istället djurliknande människor.

## Kuriosa
- Länge har det varit känt att Knattarna debuterade i en söndagssida av Taliaferro, med manus av Bob Karp, men det har varit omtvistat vem som verkligen kom på dem, Taliaferro, Karp eller någon på animationsavdelningen. Disney Archives tog fram kopian av ett memo från studion till Taliaferro.

| ”                                                             | "Inasmuch as we have decided to actually put a story crew to work on "Donald's Nephews," we would like to recognize the source from which the original idea of these new characters sprang ... Thanks." | „ |
| – Disney Animation Story Department, Internt memo, 1937-02-05 | |   |

- Al Taliaferro fann inspirationer till sina seriestrippar överallt. Hans fru Lucy Taliaferro Yarrick (tuschare och in-betweener på filmstudion) berättade att hon en gång köpte en hatt som Al ogillade. Till hennes stora förvåning dök hatten upp i en seriestripp – buren av "en väldigt stor kvinna".